# Weißflanken-Ameisenschlüpfer
Der Weißflanken-Ameisenschlüpfer (Myrmotherula axillaris) zählt innerhalb der Familie der Ameisenvögel (Thamnophilidae) zur Gattung Myrmotherula.
Die Art ist weitverbreitet und kommt in Mittel- und Südamerika von El Salvador und Honduras bis zum Amazonasbecken und Bolivien, Ecuador, Westkolumbien und Peru vor.
Das Verbreitungsgebiet umfasst feuchten Unterwuchs in den Bergausläufern der östlichen Anden, im westlichen Amazonasbecken bis 1800 m Höhe.
Der lateinische Artzusatz bezieht sich auf die Achsel.
Bis vor kurzem wurde der Silbrigflanken-Ameisenschlüpfer (Myrmotherula luctuosa) als konspezifisch angesehen.

## Merkmale
Die Art ist 9 bis 10 cm groß und wiegt zwischen 5 und 9 g. Sie ist die einzige mit kräftigen weißen Flankenflecken bei ansonsten dunklem Gefieder. Da der Vogel häufig nervös mit den Flügeln schlägt, sind diese Flecken ein auffallendes Erkennungsmerkmal. Das Männchen ist dunkelgrau, mit weißem Interskapularfleck, Flügel und Schwanz sind schwärzlich, die Steuerfedern grau berandet, Flügeldecken und Schwanzfedern haben weiße Spitzen. Kehle, Brust und Unterseite sind schwarz, die Flanken namensgebend weiß. Das Weibchen ist auf der Oberseite olivbraun mit gelbbraunem Schimmer auf dem Rumpf, Flügel und Schwanz sind dunkelbraun mit hell zimtfarbenen Rändern, die Kopfseiten sind blass gefleckt olivbraun, die Unterseite gelbbraun mit olivbraunen Flanken. Jungvögel sehen wie die Weibchen aus, allerdings sind die Flügel gemischt gelbbraun, die Unterseite grau bis weiß.

## Geografische Variation
Es werden folgende Unterarten anerkannt:
- M. a. albigula Lawrence, 1865 – Südosthonduras bis Westkolumbien und Westecuador
- M. a. melaena (P. L. Sclater, 1857) – Nordwestamazonien
- M. a. heterozyga J. T. Zimmer, 1932 – Ostperu und Westbrasilien
- M. a. axillaris (Vieillot, 1817), Nominatform – Venezuela, Guayana, Trinidad und östliches Amazonasbecken in Brasilien bis Nordostbolivien
- M. a. fresnayana (d’Orbigny, 1835) – Südostperu und Nordwestbolivien

## Stimme
Der Gesang besteht aus einer schnellen Abfolge abrupter Töne, relativ tief, deutlich abfallend und am Anfang lauter, dann langsamer werdend.

## Lebensweise
Die Nahrung besteht hauptsächlich aus kleinen Insekten und Spinnen, die in Paaren, oft auch in gemischten Jagdgemeinschaften in 2 bis 5 m Höhe gejagt werden.
Das Nest besteht aus auf eine Astgabel gelegten Blättern. Die Brutzeit liegt in Costa Rica zwischen März und Juli, in Panama zwischen März und August, in Französisch-Guayana zwischen Juli und Dezember sowie zwischen Februar und März, in Ecuador zwischen Februar und Oktober, in Peru zwischen September und November und in Brasilien zwischen Juni und Dezember.

## Gefährdungssituation
Der Bestand gilt als nicht gefährdet (Least Concern).